# أنور يوسف العبد الله
أنور يوسف العبد الله (ولد في البحرين) مهندس وبروفيسور ودبلوماسي ووزير بحريني.

## النشأة والتعليم
العبد الله ولد في البحرين.
حصل على بكالوريوس هندسة بترول من جامعة الرياض بالمملكة العربية السعودية. ثم حصل على ماجستير ودكتوراه في الهندسة الكيماوية من جامعة برادفورد بالمملكة المتحدة.

## المسيرة المهنية
عمل مهندس بترول في شركة نفط البحرين (بابكو). ثم عمل أستاذ مساعد في قسم الهندسة الكيماوية بكلية الهندسة في جامعة البحرين. ثم انتقل للعمل مدير إدارة الطاقة بقطاع الشئون الاقتصادية في الأمانة العامة لمجلس التعاون الخليجي.
في 12 يوليو 2005 صدر عن الأمين العام لمجلس التعاون الخليجي عبد الرحمن بن حمد العطية بتعيينه مستشارا له بمسمى مستشار الأمين العام لمجلس التعاون لدول الخليج العربية برتبة وزير مفوض.
في 11 سبتمبر 2008 تمت ترقيته إلى أمين عام هيئة التقييس لدول مجلس التعاون لدول الخليج العربية.
شارك في عدة مؤتمرات واصدارات بحثية منها:
- إعداد مقالات فنية متعددة لعرضها في الاجتماعات التنسيقية لفريق خبراء الطاقة لدول مجلس التعاون.
- المساهمة ضمن فريق عمل متخصص في إعداد دراسة مشتركة بشأن القضايا والعلاقات المتداخلة بين الطاقة والبيئة والتنمية الاقتصادية بين مجلس التعاون والاتحاد الأوروبي وتم إعدادها بتكليف من المجلس الوزاري المشترك بين مجلس التعاون والاتحاد الأوروبي.
- المشاركة في مؤتمر الدوحة العالمي الأول للغاز الطبيعي.
- إعداد ورقة الأمانة العامة المقدمة في دورة أساسيات صناعة النفط والغاز بشأن التنسيق بين دول مجلس التعاون في المجال النفطي.

له الكثير من المساهمات البحثية منها:
- المساهمات الفنية مع جهة استشارية متعاقدة مع الأمانة العامة لإعداد دراسات تحـتاج إليها دول مجلس التعاون وخصوصا في مجال الطاقة.
- المساهمة في إعداد المذكرات والتقارير الفنية والأنظمة واللوائح المرفوعة إلى اللجنة الوزارية للتعاون البترولي بين دول مجلس التعاون واللجان الفنية المتعددة المنبثقة عنها.

في عام 2013 صدر عن ملك البحرين المرسوم رقم (15) لسنة 2013 بتشكيل مجلس إدارة الهيئة الوطنية للمؤهلات وضمان جودة التعليم والتدريب وتعيين العبد الله لمدة أربع سنوات. في عام 2016 تم استبداله بخالد بن خليفة آل خليفة ليستكمل مدته من دون توضيح أسباب الاستبدال.
عمل سفيرا لمملكة البحرين في الصين من 6 فبراير 2014 حتى 1 سبتمبر 2021.
في 10 أكتوبر 2019 تم تعيينه سفير مملكة البحرين غير مقيم في قيرغيزستان حتى 1 سبتمبر 2021.

## الحياة الشخصية
شقيقه هو إبراهيم يوسف العبدالله سفير مملكة البحرين لدى تركيا.

## ببليوغرافيا
- النفط وتعاون دول مجلس التعاون الخليجي.[13]
- دور النفط والغاز في القرن الجديد من الألفية الثالثة.
- الحوار حول ضريبة البترول.